# 김대륜
김대륜(1990년 3월 22일 ~ )은 대한민국의 축구 선수이며, 포지션은 센터백이다.